# مرضیه احمدی اسکویی
مرضیه احمدی اُسکویی (زادهٔ ۱۳۲۴ – درگذشتهٔ ۶ اردیبهشت ۱۳۵۳) چریک، شاعر، نویسنده، معلم و از فعالان سیاسی چپ‌گرا در دوران پهلوی بود. اسکویی در ۶ اردیبهشت ۱۳۵۳ در درگیری با ساواک کشته شد. جسد او در قطعهٔ سی‌وسوم بهشت زهرا دفن شده است.

## زندگی
مرضیه احمدی اسکویی در اسکو زاده شد. دوره مدرسه ابتدایی و دبیرستان را در اسکو و تبریز گذراند و سپس برای ادامه تحصیل وارد دانشسرای عالی تهران شد.
مرضیه احمدی اسکویی در اعتصابات سراسری دانشجویی در سال ۱۳۴۹ نقش مهمی داشت. او همچنین از سازماندهندگان اعتصاب دانشسرای عالی سپاه دانش در اسفند ۱۳۴۹ بود. به همین دلیل بازداشت و یکسال زندانی شد. مدتی بعد از آزادی به تهران رفت و به سازمان فداییان خلق پیوست.
پس از آزادی از زندان به تهران رفت و در سال ۱۳۵۲ به گروه جبهه دموکراتیک خلق که در کار تدارک مبارزه مسلحانه بود پیوست. مصطفی شعاعیان و نادر شایگان شام اسبی نیز از اعضای برجسته جبهه دمکراتیک خلق بودند که در همان سال به سازمان چریک‌های فدایی خلق ایران پیوستند.
مرضیه احمدی اسکویی شعر می‌گفت و داستان می‌نوشت. از او نوشته‌هایی به جا مانده‌اند.
طبق گفتهٔ مهرداد درویش‌پور، اسکویی نزد چپ‌گرایان یکی از نمادهای «زن انقلابی» در پیش از انقلاب ۱۳۵۷ ایران بود.
مرضیه احمدی اسکویی در اردیبهشت ۱۳۵۳ در خانه‌ای با حمید اشرف و شیرین معاضد حضور داشت. آنها با شنود بی‌سیم پلیس فهمیدند پلیس در تعقیب شیرین معاضد است که سر قرار می‌رود؛ بنابراین مرضیه احمدی اسکویی برای نجات او به خیابان می‌رود. او در میانه درگیری دست به اسلحه می‌برد و همزمان قرص سیانور را هم می‌خورد. به گفته همراهانش بر اثر شلیک پلیس کشته می‌شود.
صحنهٔ مرگ او یکی از صحنه‌های بازسازی‌شده توسط آزاده اخلاقی در مجموعهٔ عکس «به روایت یک شاهد عینی» است.

## اندیشه‌های مرضیه احمدی اسکویی
تحلیل آثار مرضیه اسکویی نشان می‌دهد که او به صراحت باور داشته که معنای مبارزه کمتر در نظریه‌پردازی و بیشتر در عمل است. تاریخی که از نظریه‌پردازان مبارزه‌های مسلحانهٔ انقلاب ایران در دست داریم، غالباً متمرکز بر عقاید مردان و تحلیل آن‌هاست. مرضیه اسکویی گرچه در این تاریخ‌نگاری مورد اشاره قرار گرفته، اما عقاید او به ندرت مورد تحلیل قرار گرفته است. این در حالی است که مخاطب اغلب نوشته‌های مصطفی شعاعیان - که به عنوان یکی از متفکران ایران قرن بیستم شناخته شده است - مرضیه اسکویی بوده است. مصطفی شعاعیان خطاب به مرضیه اسکویی می‌نویسد چرا که محل مخالفت این دو، باور مرضیه اسکویی مبنی بر ارجحیت عمل به نظریه بود. به بیانی دیگر، دوگانگی در بطن این مناظره مولد نظریه‌های متفاوتی از مقاومت بوده که در ادبیات انقلاب و نقش زنان کمتر مورد توجه قرار گرفته است.

## نوشته‌ها
- مجموعه اشعار
- تجربه نخستین مرگ
- دختران کولی
- دالغا (خاطراتی از یک رفیق). تهران: نشر پیشتاز، ۱۳۵۷.
- سلام آقا معلم. ۱۳۵۸.